# Массовые убийства в Любениче
Массовые убийства в Любениче (серб. Masakri u Ljubeniću) — убийства, совершённые сербской полицией и военизированными силами в деревне Любенич (алб. Lybeniq) близ Печа как эпизод Косовской войны 1998—1999 годов.
25 мая 1998 года, не менее восьми жителей деревни Любенич, в основном, члены семьи Хамзай (Hamzaj) были убиты без суда и следствия группой полицейских.
1 апреля 1999 года Любенич стал местом массового убийства около 66 человек, по данным жителей деревни.

## 25 мая 1998 года
25 мая 1998 года около 6:45 утра произошёл инцидент на дороге между Дечани и Печем, недалеко от деревни Любенич, где автомобиль был обстрелян вооружёнными людьми, предположительно повстанцами Армии освобождения Косова (UÇK). Трое мужчин, путешествующих в машине, были поражены пулями, включая водителя, полицейского и офицера полиции в резерве, который, очевидно, был не при исполнении.
В тот день, примерно после 13:00, сербские полицейские, ехавшие на различных транспортных средствах, некоторые из которых были бронированы, прибыли в Любенич. Полицейские расположились на окраине деревни и обстреляли албанских жителей, используя артиллерию и другое оружие, прежде чем войти в деревню.
Большинство жителей деревни бежали в близлежащий лес. Те, кто не мог убежать из дома, пытались как можно тщательнее укрыться. Через некоторое время полицейские патрули обходили дома в поисках жителей. Затем полицейские обнаружили четырнадцать человек, скрывающихся в большом доме. Они заставили их выйти во двор, а затем отделили мужчин от женщин и детей. Женщинам и детям было дано указание ехать в Албанию. Затем полиция начала бить мужчин, которые были безоружны, а затем приказали им бежать и стреляли в них, пока те бежали. В общей сложности четыре человека были убиты таким образом: Ибрагим Хамзай (64 года), Имер Хамзай (53), Дервиш Хамзай (51) и Башким Хамзай (23).
Полиция также вошла в дом Зеке Хамзай (68 лет). Они увезли его и его сыновей, Гани Хамзая (25) и Рифата Хамзая (24) из здания, заставили их полоскать их нижнее бельё, затем избили их и убили. Другой человек, Хаджи Гога (22) из города Дечани, который был гостем одной семьи, также был внесудебным образом убит.

## 1 апреля 1999 года
По словам албанцев — жителям деревни Любенич, выживших в результате резни, 1 апреля 1999 года милиция и военизированные формирования вошли в Любенич. Многие жители деревни пытались бежать в горы, но вскоре поняли, что их окружают. Жители деревни были собраны в центре Любенича, мужчины и женщины были разделены, и большая группа мужчин была выстроена вдоль стены на главной улице деревни. После серии оскорблений всем мужчинам было приказано лечь, и полицейские приступили к стрельбе в них пулемётным огнем. Впоследствии они выстрелили в голову всем тем, кто всё ещё двигался. Некоторые из мужчин выжили под трупами и вылезли после того, как полицейские ушли. Другие жители деревни, в основном женщины и дети, были вынуждены покинуть деревню и должны были пройти к албанской границе через Джяковицу. Затем дома в деревне были сожжены.
ОБСЕ, документировав это событие 1 июля, проведя несколько интервью с предполагаемыми выжившими, обнаружило только четыре тела, неопознанных в то время. Итальянские войска утверждали, что в деревне обнаружена массовая могила с 350 телами, что оказалось ложным, так как на следующий день были найдены только пять тел. «Очевидцы» впервые рассказали о 350 телах.
Западные СМИ преувеличивали события войны в Косово на основании необоснованных и ложных заявлений США и НАТО. Любенич — один из многих примеров этого.